# 1174 Marmara
1174 Marmara је астероид главног астероидног појаса са пречником од приближно 16,21 .
Афел астероида је на удаљености од 3,364 астрономских јединица (АЈ) од Сунца, а перихел на 2,676 АЈ.
Ексцентрицитет орбите износи 0,113, инклинација (нагиб) орбите у односу на раван еклиптике 10,094 степени, а орбитални период износи 1917,375 дана (5,249 година).
Апсолутна магнитуда астероида је 12,00 а геометријски албедо 0,106.
Астероид је откривен 17. октобра 1930. године.